# مارچین کاچمارک (شناگر)
مارچین کاچمارک (به انگلیسی: Marcin Kaczmarek) (زادهٔ ۲۵ ژوئن ۱۹۷۷) شناگر اهل لهستان است.